# Héctor González (football)
Héctor González Garzón, né le 7 juillet 1937 en Colombie et décédé le 23 août 2015, est un joueur de football international colombien, qui évoluait au poste d'attaquant.

## Biographie

### Carrière en club
Avec le club de Santa Fe, il remporte un championnat de Colombie.

### Carrière en sélection
Avec l'équipe de Colombie, il joue onze matchs (pour un but inscrit) entre 1961 et 1963. 
Il figure dans le groupe des sélectionnés lors de la Coupe du monde de 1962. Lors du mondial organisé au Chili, il joue deux matchs : contre l'Union soviétique et la Yougoslavie.
Il participe également à la Copa América de 1963.

## Palmarès
Santa Fe
- Championnat de Colombie (1) :
  - Champion : 1960.
  - Vice-champion : 1963.